# Follow the Boys
Follow the Boys ist ein US-amerikanischer Spielfilm aus dem Jahr 1944 unter der Regie von Eddie Sutherland. Die Hauptrollen sind mit George Raft und Vera Zorina besetzt. In dem Film treten zahlreiche berühmte Stars der damaligen Zeit in Musiknummern auf.

## Handlung
Nachdem die letzte Show im „Palace Theatre“ in New York zu Ende ist, versucht Nick West, ein seit langem dort beschäftigter Künstler, eine Abschiedsrede zu halten, bringt aber kaum ein Wort heraus, weil er so gerührt ist. Sein Sohn und Kollege Tony springt für ihn ein. Zum Ende kommend bekräftigt er, dass das Varieté niemals sterben werde. Da weitere Varietétheater schließen, fällt es den drei Wests, Nick, Tony und seiner Schwester Kitty schwer, neue Engagements zu bekommen. Tony fasst den Entschluss, sein Glück beim Film zu versuchen, obwohl sein Vater Bedenken hat. Er findet auch alsbald Arbeit als Chorsänger bei Universal Pictures. Gloria Vance, ein Musicalstar, wird auf ihn aufmerksam. Nachdem beide zuerst Partner im Film sind, werden sie das alsbald auch im wirklichen Leben.
Nach dem japanischen Angriff auf Pearl Harbor versucht Tony seinen neu gewonnenen Starruhm zu nutzen, um in die US-Armee einzutreten, wird aber aufgrund einer früheren Knieverletzung zurückgewiesen. Inzwischen ist dem Armeeangehörige Chick Doyle, einem alten Freund der Wests aus Varietézeiten, die Aufgabe zugefallen, für die Unterhaltung der Soldaten im Lager zu sorgen. Neben Nick bittet er auch den Tiertrainer Louie Fairweather um Hilfe. Auf Intervention seines Vaters übernimmt Tony alsbald weitreichende Aufgaben, um zumindest so die Armee zu unterstützen und stellt erfolgreiche Shows auf die Beine. Nachdem er von einer dieser Shows zurückkommt, kommt es zum Streit zwischen ihm und seiner Frau Gloria, weil er sich nicht die Zeit nimmt, ihr zuzuhören. Gloria wollte ihm sagen, dass sie schwanger ist. Das Missverständnis zwischen den jungen Leuten ist so schwerwiegend, dass es eine Trennung nach sich zieht.
Nachdem Tony über viele Monate die Organisation des Hollywood Victory Committee (HVC) geleitet hat, geht er mit einer USO-Truppe nach Brisbane in Australien. Von seiner Schwester Kitty erfährt er zuvor, dass er Vater wird. Kitty hat sich insoweit nicht mehr an das Gloria gegebene Versprechen gebunden gefühlt. Tony ist glücklich und will sich mit Gloria, sobald er zurück ist, aussprechen. Sein Frachtschiff wird jedoch von einem japanischen U-Boot angegriffen und Tony wird getötet. In den Medien wird er als Held gefeiert. Gloria versucht auf ihre Weise mit diesem Schicksalsschlag umzugehen und unterhält die Truppen zusammen mit Hunderten von weiteren Stars.

## Produktion und Hintergrund
Die Filmaufnahmen entstanden in der Zeit vom 28. September bis 4. Dezember 1943 und zusätzlich am 23. Dezember 1943 und 1. bis 5. Februar 1944. Gedreht wurde unter anderem in Camp Roberts in Kalifornien. Der Film hatte die Arbeitstitel Three Cheers and Happy Days, Hip Hip Hooray, On with the Show und Cheers for the Boys. Im Gespräch waren auch Three Cheers und Happy Days. Follow the Boys hatte am 25. April 1944 in Loew’s Criterion in New York Premiere. Am 5. Mai 1944 lief er allgemein in den Kinos der USA an.
Neben den vielen Songs, die der Film enthält, ist auch eine magische Handlung eingebaut, die von Orson Welles und Marlene Dietrich getragen wird und mehrfach während des Krieges zur Unterhaltung der Truppen vorgeführt wurde. W. C. Fields unterhält mit seinen grandiosen Billardkenntnissen, die er erstmals 1915 in seinem Debütfilm Pool Sharks einbrachte. Der polnische Pianist Artur Rubinstein gab sein Filmdebüt in Follow the Boys. Das „Palace Theatre“ in New York, das zu Beginn des Films vorgestellt wird, war seit 1735 Sitz eines Varietés, das im März 1913 neu eröffnet wurde, und im November 1932 schloss. Follow the Boys war Universal Pictures Beitrag, mit „All-Star-Musical-Revuen“ die Truppen der USA zu unterstützen. Weitere Filme dieses Genres sind beispielsweise Hollywood Canteen, MGMs Thousands Cheer und Paramounts Star Spangled Rhythm. Laut Presseunterlagen von Universal wurden vom Hollywood Victory Komitee 1.562 Schauspieler bei 12.619 kostenlosen Auftritten innerhalb 2.197 Veranstaltungen im Jahr 1943 gezählt.
Aus den von Charles K. Feldman gefundenen Papieren im AFI der Louis B. Mayer Bibliothek war zu entnehmen, dass eine Vereinbarung bestand,  Sutherland 6000 $ pro Woche zu zahlen mit der weiteren Option, die Regie zu übernehmen. Innerhalb von sechs Wochen sollte von Gertrude Purcell ein Drehbuch geschrieben werden. Im Juli 1943 brachte Feldman dann den Schriftsteller Stephen Longstreet in das Projekt ein, der das Drehbuch umschrieb und seine Arbeit am 20. Juli 1943 beendete. Der Schriftsteller Lou Breslow wurde dann darum gebeten, das Drehbuch noch einmal zu überarbeiten. Anfang August 1943 unterzeichnete Feldman dann einen Vertrag bei Universal, der beinhaltete, ein Drehbuch mit dem Titel Follow the Boys vorzulegen, unter dem dann auch der Film erscheinen sollte, der außerdem Showauftritte bekannter Stars enthalten sollte. Die Flamenco-Tänzerin Carmen Amaya war der einzige lateinamerikanische Star auf der Besetzungsliste. Die Produktion des Films soll 1.520.000 $ gekostet haben, denen weltweite Einnahmen von 2.460.000 $ gegenüberstanden.

## Musikstücke
- I’ll Get By, I’ll Walk Alone und Mad About Him Blues – Dinah Shore
- Shoo Shoo Baby, Bei mir bistu shein, Boogie Woogie Bugle Boy, Pennsylvania Polka, Hold Tight, Hold Tight (Want Some Sea Food Mama) and I'll Be with You in Apple Blossom Time, The Beer Barrel Polka – The Andrew Sisters
- Beyond the Blue Horizon, I'll See You in My Dreams und Victory Polka - Jeanette MacDonald
- A Better Day Is Coming – getanzt von Vera Zorina, gesungen von einem Chor
- Tonight – getanzt von Vera Zorina und George Raft, gesungen von einem Chor
- The House I Live In – Delta Rhythm Boys
- Sweet Georgia Brown – getanzt von George Raft
- Is You Is or Is You Ain’t Ma Baby – vorgetragen von Louis Jordan an His Orchestra
- Merriment – vorgetragen von Carmen Amaya and Her Company (Flamenco)
- Kittens With Their Mittens Laced – gesungen und getanzt von Donald O’Connor und Peggy Ryan, begleitet von Charlie Spivak
- I Fell a Song Coming On – getanzt von Vera Zorina, begleitet von einem Männerchor einschließlich George Raft
- The Bigger the Army and the Navy und Some of These Days – gesungen von Sophie Tucker
- Swing Low, Sweet Chariot – vorgetragen von Charlie Spivak and His Orchestra
- Liebestraum No. 3 (A Dream of Love) – Musik: Franz Liszt, gespielt von Artur Rubinstein
- Good Night – vorgetragen von Ted Lewis and His Band
- Auld Lang Syne – traditionelle schottische Musik
- Bésame mucho – vorgetragen von Charlie Spivak and His Orchestra
- Anchors Aweigh – Partitur U.S. Naval Training Center
- Furlough Fling

## Kritik
Bosley Crowther von der New York Times sprach von einer sentimentalen Hommage an jene Mitarbeiter, die ihre Arbeit beim Hollywood Victory Ausschuss verrichteten und bemüht waren, Aufmunterung und Inspiration während der Kriegszeit zu verbreiten. Die zweistündige Mischung biete Vielfalt und eine glaubwürdige Darstellung.
Variety bewertete Follow the Boys als unterhaltsames Film-Paket. Zwar sei die Geschichte um George Raft und Vera Zorina eher dünn, man lobte aber die Auftritte der zahlreichen Stars, die Songs der Hitparaden der letzten drei Jahrzehnte aufböten.

## Auszeichnungen/Nominierungen
Jule Styne und Sammy Cahn waren 1945 mit ihrem Song I’ll Walk Alone für den Oscar nominiert, der jedoch an Jimmy Van Heusen und Johnny Burke für ihr Lied Swinging on a Star aus dem Film Der Weg zum Glück (Going My Way) ging.